# Festningen
 (février 2022).
 (février 2022).
Festningen, en same du Nord Ladni, est une petite île de Norvège située dans la commune de Sør-Varanger dans la mer de Barents.